# Waldarbeiterdenkmal

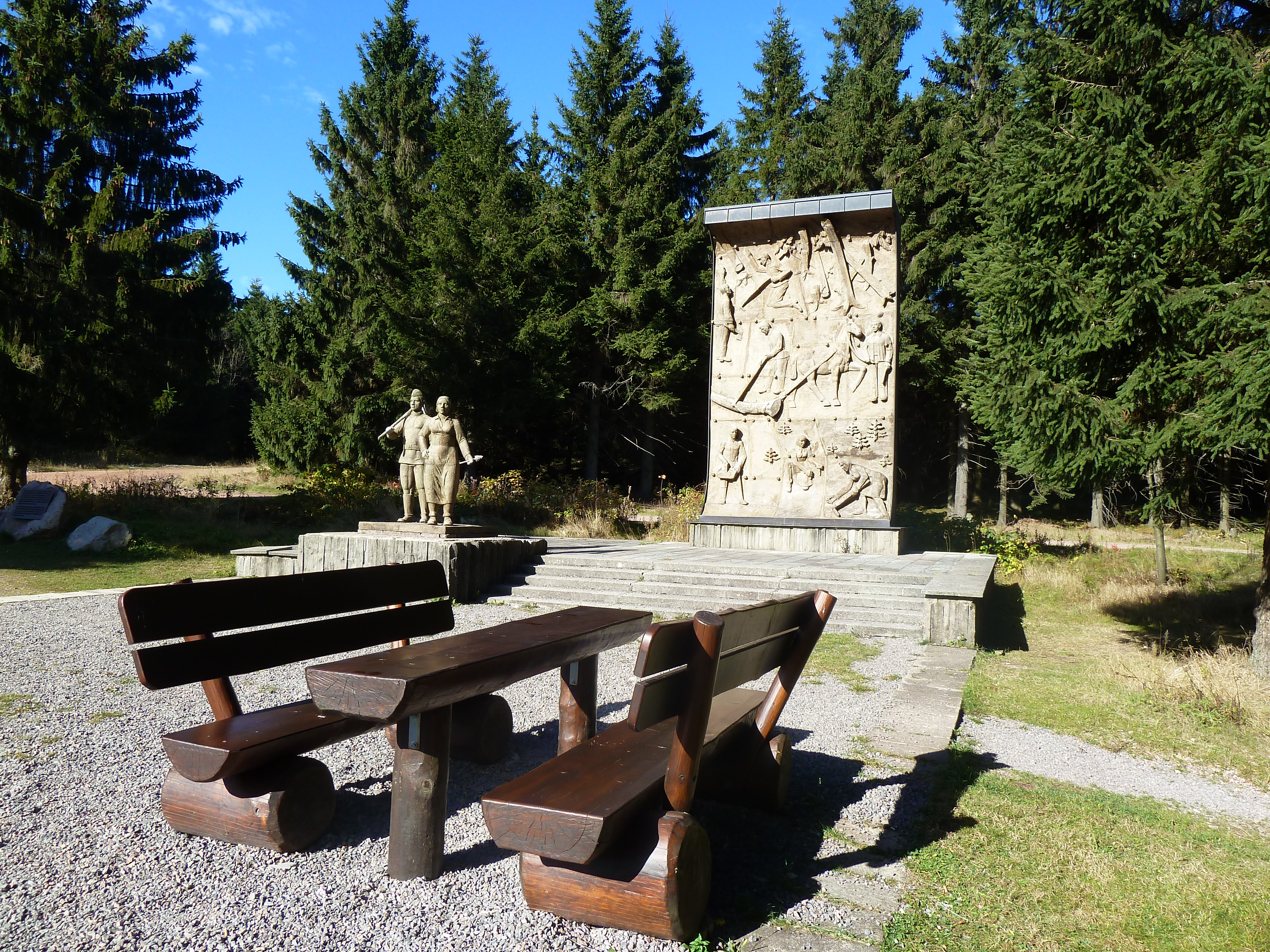
Forstarbeiterdenkmal

Das  Waldarbeiterdenkmal, heute häufig Forstarbeiterdenkmal genannt, ist ein Denkmal im Gebiet der Stadt Oberhof im Thüringer Wald. Der von den Auftraggebern gewählte Standort befindet sich an der Landesstraße L 3247, am Park- und Rastplatz Rondell (mit dem Obelisk zur Erinnerung an den Straßenbau), am Rennsteig.

## Geschichte
Das Denkmal wurde 1981 vom DDR-Bildhauer Gerd Ullmann im staatlichen Auftrag geschaffen und wurde „als Denkmal allen Aufbauhelfern zur Beseitigung der Windbruch- und Borkenkäferschäden 1946–1949…“ gewidmet.
Die heute gebräuchliche Benennung „Waldarbeiterdenkmal“ bzw. „Forstarbeiterdenkmal“ ist in beiden Fällen unkorrekt: die Mehrzahl der eingesetzten Hilfskräfte zur Beseitigung der Sturmschäden waren aus den angrenzenden Gemeinden angeworbene Männer, auch Rentner, Frauen und Jugendliche sowie bei der besonders gefahrvollen Beseitigung der Bruchholzflächen eingesetzte Sowjetsoldaten.

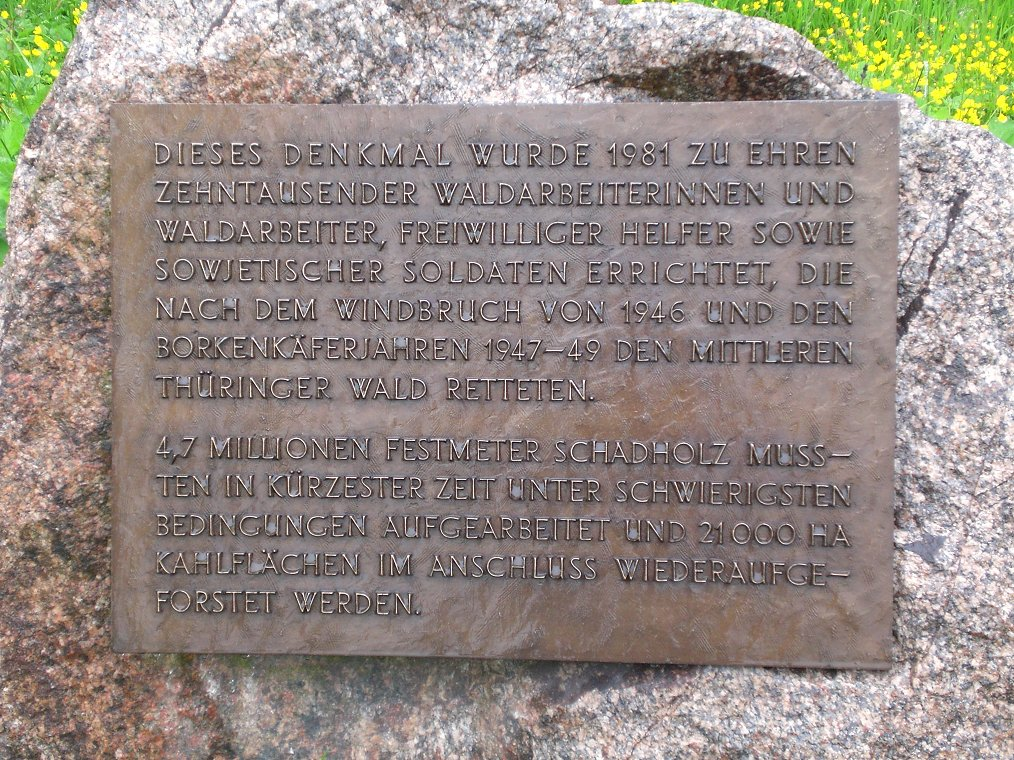
Erläuterungstafel zum Denkmal

Am 13. und 14. Juni 1946 hatte der Durchzug einer Sturmfront im Raum Südthüringen, besonders aber um Oberhof und Suhl 1,6 Millionen Festmeter Fichten in den steilen Hochlagen am Rennsteig zu Boden geworfen. Die örtliche Forstverwaltung verfügte zu diesem Zeitpunkt, auch kriegsbedingt, nur über eine geringe Zahl von Waldarbeitern, Traktoren und Rückepferden im Raum Oberhof, man erkannte das Ausmaß dieser Naturkatastrophe in einem noch immer kriegszerstörten Umland.
Forstexperten warnten, dieser ersten Naturkatastrophe würde durch den warmen und trockenen Sommer des Jahres 1947 eine Borkenkäferplage riesigen Ausmaßes folgen können, daher mussten sofort Notstandsmaßnahmen ergriffen werden. Der Thüringer Landtag erließ am 11. September 1947 ein Sondergesetz zur Bereitstellung von Arbeitskräften und Mitteln. In den Tageszeitungen und durch Flugblätter konnten Tausende freiwillige Helfer für Aufräumarbeiten und zur Käferbekämpfung angeworben werden. Es galt 21.000 Hektar, davon 16.000 Hektar Bergwald mit Steillagen zu beräumen, die dort liegenden 4,7 Millionen Festmeter Bruchholz zu bergen und einer wirtschaftlichen Verwertung zuzuführen. Die Borkenkäferbekämpfung war der zweite Schwerpunkt der Arbeiten und kostete 20 Millionen Mark. Für die Wiederaufforstung der Brachflächen mussten aus allen Teilen des Landes Setzlinge beschafft werden. Die Forstverwaltung konnte zum Jahreswechsel 1949–1950 den Abschluss der Notstandsarbeiten an die DDR-Regierung melden. Die weitere Aufforstung und Pflege der Wälder konnte in den Folgejahren von den zuständigen Forstämtern bewältigt werden.
Im Jahr 1981 sollte mit der propagandistisch vorbereiteten Denkmalseinweihung an die 35 Jahre zurückliegenden Ereignisse im Sinne von Heldentaten erinnert werden. Das Denkmal wurde am 21. Juni 1981 zum damaligen „Tag der Genossenschaftsbauern und der Arbeiter der sozialistischen Land- und Forstwirtschaft“ eingeweiht.
Im Sommer 2005 wurden an dem bereits durch Korrosion in seinem würdevollen Erscheinungsbild beeinträchtigten Kulturdenkmal Sanierungsarbeiten in einer Restaurierungswerkstatt durchgeführt.
Bei dieser Gelegenheit wurde eine zusätzliche Erläuterungstafel angebracht.

## Beschreibung

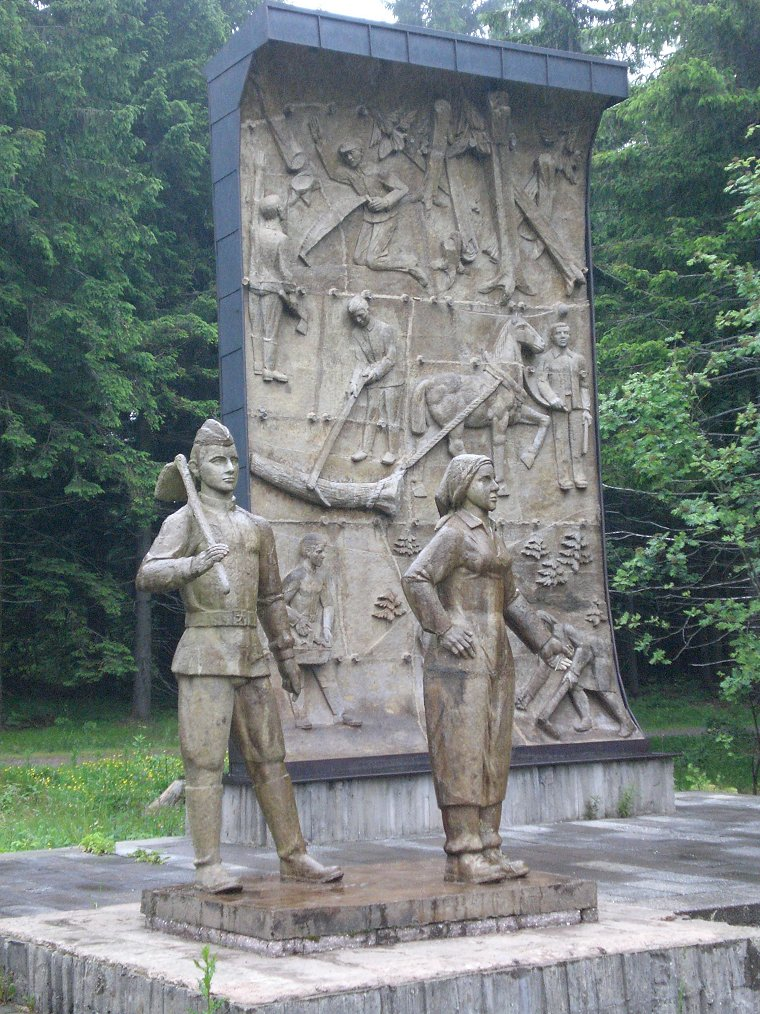
Teilansicht (2009)

Das Denkmal wurde an einer vielbefahrenen Hauptstraße in exponierter Lage platziert. Der Besucher findet eine Art Tribüne vor einem damals angepflanzten Fichtenwaldstreifen. Symbolisch für die damals angeworbenen Hilfskräfte wurde eine junge Frau mit Setzling in der ausgestreckten Hand und ein Sowjetsoldat mit geschulterter Hacke als Vollplastiken auf einem Podest aufgestellt. Die Mühen und Gefahren der Arbeit stellt eine im Zentrum des Denkmals aufragende Relieftafel in drei übereinander angeordneten Bildstreifen dar. Die obere Tafel zeigt die Holzfäller beim gefahrvollen Beseitigen der Sturmschäden. Die mittlere Tafel wurde den Transportarbeitern gewidmet, die das Holz aus den Berghängen abtransportierten. Die unterste Tafel zeigt die Arbeit der Pflanzfrauen. Die Tribüne gestattet es den Besuchern auch die Erfolge dieser Arbeit – den neuen Wald – aus nächster Nähe und im Bergpanorama zu betrachten.